# Natural Causes
Natural Causes è il terzo album in studio della cantante statunitense Skylar Grey, pubblicato nel 2016.

## Tracce
1. Intro - Wilderness – 1:34
2. Jump – 4:28
3. Lemonade – 3:53
4. Kill for You (feat. Eminem) – 4:51
5. Come Up for Air – 4:20
6. Real World – 4:02
7. Straight Shooter – 2:58
8. Off Road – 3:17
9. In My Garden – 3:15
10. Moving Mountains – 4:13
11. Picture Perfect – 4:35
12. We Used to Be Bad – 4:10
13. Closer – 3:47